# 스티븐 카프리
스티븐 카프리(Stephen Caffrey, 1959년 9월 27일 ~ )는 미국의 배우, 연극 배우, 텔레비전 배우이다.
클리블랜드에서 태어났다.

## 방송
- 머나먼 정글

## 영화
- 생매장 2 (1997년)
- 섹스, 살인 그리고 운명 (1995년)
- 바이러스 (1995년)
- 시카고 메디컬 (1994년)
- 행복의 방정식 (1992년)
- 베이브 (1992년) - 자니 실베스터 역
- 오랜 친구 (1989년)
- 머나먼 정글 (1987년)